# Třída Bremen
Třída Bremen byla lodní třída lehkých křižníků Kaiserliche Marine. Celkem bylo postaveno sedm jednotek této třídy, přijatých do služby v letech 1904–1907. Křižníky se účastnily první světové války. Ve válce byly potopeny křižníky Bremen a Leipzig. Po válce byly křižníky Lübeck, München a Danzig v rámci reparací předány Velké Británii a sešrotovány. Poslední dva křižníky Hamburg a Berlin zůstaly ve výzbroj poválečné Reichsmarine jako cvičné lodě a v polovině 30. let byly přeměněny na plovoucí kasárna Kriegsmarine. Jeden byl potopen za druhé světové války a druhý byl po válce sešrotován.

## Stavba
Křižníky představovaly vylepšenou a zvětšenou verzi předcházející třídy Gazelle, která díky výkonnějšímu pohonnému systému dosahovala vyšší rychlosti. Jako první německé lehké křižníky dostaly jména po městech, což se stalo tradicí. Lübeck představoval první německou válečnou loď poháněnou parními turbínami. Celkem bylo postaveno sedm jednotek této třídy. Do stavby se zapojily loděnice AG Weser v Brémách, AG Vulcan Stettin ve Štětíně a Kaiserliche Werft Danzig v Danzigu. Do služby byly přijaty v letech 1904–1907.
Jednotky třídy Bremen:
| Jméno   | Loděnice                 | Založení kýlu | Spuštěna          | Vstup do služby | Status |
| ------- | ------------------------ | ------------- | ----------------- | --------------- | --- |
| Bremen  | AG Weser                 | 1902          | 9. července 1903  | 19. května 1904 | Dne 17. prosince 1915 poblíž Ventspils v dnešním Lotyšsku potopen ruskou minou.                                   |
| Hamburg | AG Vulcan Stettin        | 1902          | 25. července 1903 | 8. března 1904  | V letech 1918–1920 plovoucí kasárna. Vyškrtnut 1931. Roku 1944 ho v Hamburku potopil nálet.                       |
| Berlin  | Kaiserliche Werft Danzig | 1902          | 22. září 1903     | 4. dubna 1905   | V letech 1915–1916 minonoska. Roku 1916 odzbrojen. Po válce reaktivován. Hulk 1935. Sešrotován 1947.              |
| Lübeck  | AG Vulcan Stettin        | 1903          | 26. března 1904   | 26. dubna 1905  | Od roku 1917 cílová loď. Po válce v rámci reparací předán Velké Británii a sešrotován.                            |
| München | AG Weser                 | 1903          | 30. dubna 1904    | 10. ledna 1905  | Roku 1916 odzbrojen. Od roku 1918 plovoucí kasárna. Po válce v rámci reparací předán Velké Británii a sešrotován. |
| Leipzig | AG Weser                 | 1904          | 31. března 1905   | 20. dubna 1906  | Dne 8. prosince 1914 potopen v bitvě u Falklandských ostrovů.                                                     |
| Danzig  | Kaiserliche Werft Danzig | 1904          | 23. září 1905     | 1. února 1907   | Od roku 1917 ve výcviku. Vyškrtnut 1919. Po válce v rámci reparací předán Velké Británii a sešrotován.            |

## Konstrukce

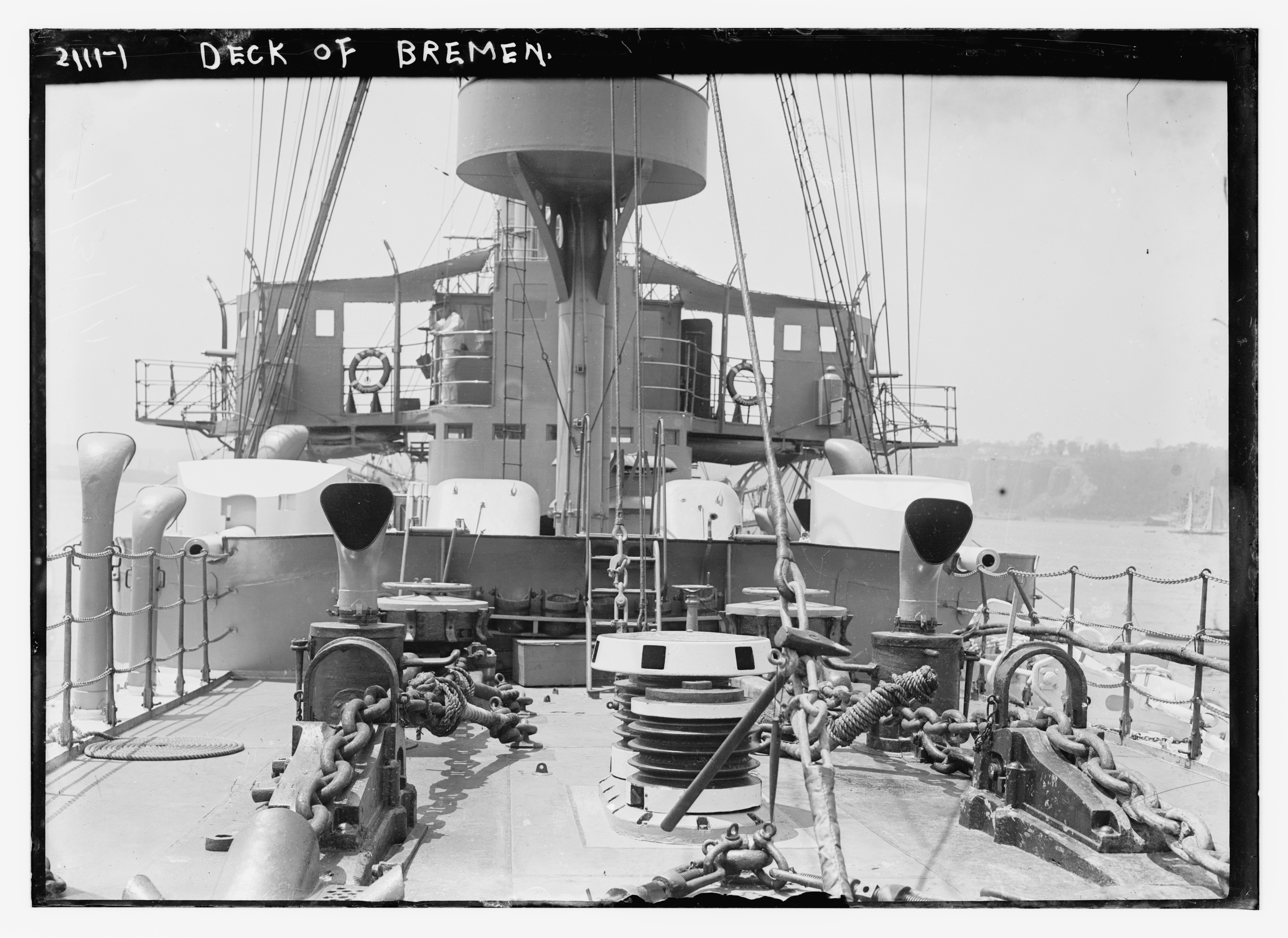
Paluba křižníku Bremen s můstkem a dvěma 105mm kanóny

Křižníky byly vyzbrojeny deseti 105mm kanóny v jednohlavňové lafetaci a dvěma 450mm torpédomety. Šest kanónů bylo na palubě a čtyři byly umístěny v kasematách. Základ pancéřové ochrany představovala pancéřová paluba o síle 20–35 mm se skloněnými konci o síle 50–80 mm. Štíty děl měly sílu 50 mm a velitelská věž 100 mm. Pohonný systém tvořilo deset kotlů Marine a dva parní stroje s trojnásobnou expanzí o výkonu 11 750 hp. Křižník Lübeck se od svých sesterských lodí lišil použitím dvou parních turbín Parsons. Nejvyšší rychlost dosahovala 23 uzlů, v případě Lübecku 23,5 uzlu. Dosah se u jednotlivých plavidel lišil. Při rychlosti 12 uzlů to mohlo být 3800 námořních mil (Lübeck), 4270 námořních mil (Bremen, Hamburg, Berlin), nebo 4690 námořních mil (München, Leipzig, Danzig).

### Modifikace
Roku 1915 byly na křižníku Bremen čtyři 105mm kanóny nahrazeny dvěma 150mm kanóny. V roce 1916 byl přezbrojen také Lübeck. Novou výzbroj tvořily dva 150mm kanóny, šest 105mm kanónů, dva 500mm torpédomety a 50 min. Berlin byl roku 1915 upraven na minonosku nesoucí 80 min. Roku 1922 byl modernizován křižník Berlin, který dostal novou příď (délka na vodorysce 110,6 m a celková 113,8 m) a výzbroj ve složení osm 105mm kanónů a dva 500mm torpédomety.

## Osudy

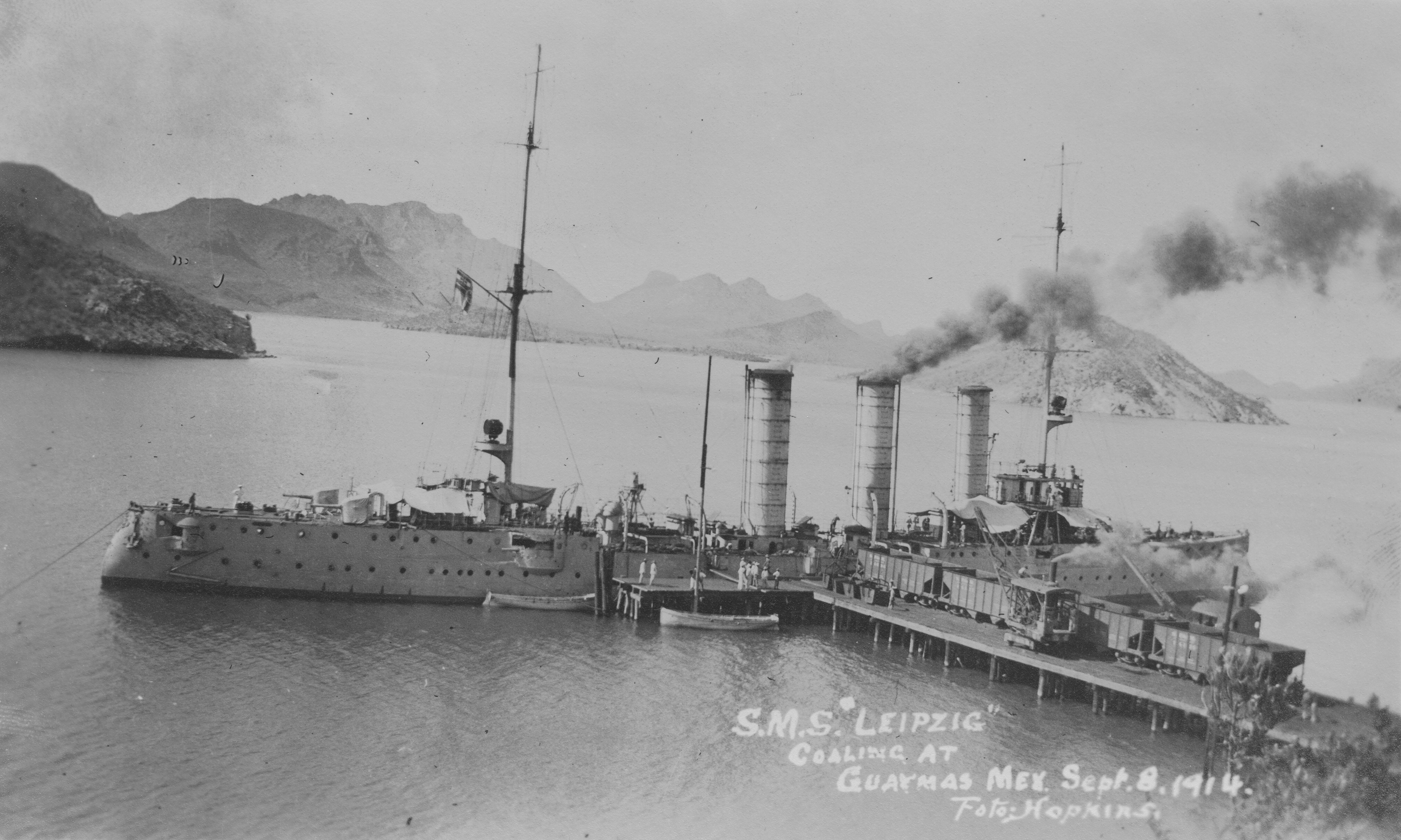
Leipzig doplňuje uhlí v Mexiku

Všechny křižníky této třídy bojovaly v první světové válce. Leipzig byl součástí Německé východoasijské eskadry admirála von Spee. Podílel se na zničení britské křižníkové eskadry v bitvě u Coronelu. Samotný Leipzig byl o měsíc později potopen palbou britských křižníků HMS Cornwall a HMS Glasgow v bitvě u Falklandských ostrovů. Padla většina posádky včetně velitele lodi.
Bremen se potopil 17. prosince 1915 poblíž města Ventspils v dnešním Lotyšsku na ruské mině.
Lübeck sloužil od roku 1917 při výcviku. Po válce byl předán Velké Británii a sešrotován. München také bojoval v bitvě u Jutska. Po válce byl rovněž předán Velké Británii a sešrotován. Danzig bojoval v první bitvě u Helgolandské zátoky v roce 1914. V květnu 1915 ho poškodila mina a v roce 1917 byl převeden k výcviku. I on po válce připadl Velké Británii a byl sešrotován.
Nejdelší službu měly křižníky Hamburg a Berlin. Hamburg se účastnil bitvy u Jutska a od roku 1917 byl v druhé linii. Válku přečkal a ve 20. letech sloužil ve výcviku Reichsmarine a v polovině 30. let se změnil v plovoucí kasárna Kriegsmarine. Potopen byl až za druhé světové války. V roce 1944 ho v Hamburku potopil nálet. Berlin byl v letech 1915–1916 používán jako minonoska a v roce následujícím byl vyřazen a odzbrojen. Válku přečkal a ve 20. letech sloužil ve výcviku a v polovině 30. let se změnil v plovoucí kasárna. Sešrotován byl v roce 1947.